# Liste der Naturdenkmäler im Landkreis Altötting
Die Liste der Naturdenkmäler im Landkreis Altötting nennt die Naturdenkmäler in den Städten und Gemeinden im Landkreis Altötting in Bayern. Im Jahr 2018 gab es im Landkreis Altötting 86 Naturdenkmäler. Darunter waren 44 Einzelbäume, 15 Baumgruppen, 5 Alleen, 4 Wäldchen (4,18 ha), 4 Aufschlüsse und Steinbrüche (1,78 ha), 1 Moränenhügel, 6 Moore (8,64 ha), 5 Kleingewässer (3,43 ha) und 2 Felsen. Nach Art. 51 Abs. 1 Nr. 4 BayNatSchG ist das Landratsamt des Landkreises Altötting für den Erlass von Rechtsverordnungen über Naturdenkmäler (§ 28 BNatSchG) zuständig.

## Liste
| Bild                                                         | Nummer   | Bezeichnung                                      | Gemeinde               | Standort                         | Beschreibung                    |
| ------------------------------------------------------------ | -------- | ------------------------------------------------ | ---------------------- | -------------------------------- | ------------------------------- |
| ND Reste der Allee an der ehemaligen Kastler Straße          |          | Reste der Allee an der ehemaligen Kastler Straße | Altötting              | 48° 13′ 19,8″ N, 12° 40′ 56,9″ O | (3 Eichen, 1 Esche, 1 Kastanie) |
| ND Stieleichen an der Bahnlinie westlich der Wiesmühle       | ND-01211 | Osterwies-Eichen                                 | Altötting              | 48° 13′ 18″ N, 12° 39′ 29″ O     | (2 Eichen)                      |
| ND Unterholzhausener Eiche                                   | ND-01208 | Unterholzhausener Eiche                          | Altötting              | 48° 14′ 51,1″ N, 12° 37′ 51″ O   | (1 Eiche)                       |
| ND Baumgruppe zwischen Altötting und Osterwies               | ND-01212 | Baumgruppe zwischen Altötting und Osterwies      | Altötting              | 48° 12′ 45,5″ N, 12° 39′ 35,9″ O | (4 Eichen, 1 Esche)             |
| ND Hangeiche bei Unterholzhausen                             | ND-01209 | Hangeiche bei Unterholzhausen                    | Altötting              | 48° 14′ 29,8″ N, 12° 38′ 15,7″ O | (1 Eiche)                       |
| ND Zwei Kastanien an der Detterkapelle                       |          | Zwei ehem. Kastanien an der Detterkapelle        | Altötting              | 48° 13′ 49,9″ N, 12° 39′ 37,5″ O | (2 Kastanien)                   |
| ND Eschenallee an der Kreisstraße AÖ12                       | ND-01210 | Eschenallee an der Kreisstraße AÖ 12             | Altötting, Tüßling     | 48° 13′ 11,5″ N, 12° 37′ 29,1″ O | (340 Eschen)                    |
| ND Eichengruppe bei Hüttenberg                               | ND-01225 | Eichengruppe bei Hüttenberg                      | Tüßling                | 48° 12′ 32″ N, 12° 39′ 11,3″ O   | (1 Eiche)                       |
| ND Nagelfluhfelsen in Unterhadermark                         | ND-01203 | Nagelfluhfelsen in Unterhadermark                | Burghausen             | 48° 7′ 50,3″ N, 12° 46′ 8,6″ O   | (1 Felsblock)                   |
| ND Eiche am Aussichtstürmchen Weilhardtblick                 | ND-01202 | Eiche am Aussichtstürmchen „Weilhardtblick“      | Burghausen             | 48° 7′ 56″ N, 12° 45′ 50″ O      | (1 Eiche)                       |
| weitere Bilder                                               | ND-01198 | Erratischer Felsblock „Heidenstein“              | Burghausen             | 48° 10′ 30,9″ N, 12° 49′ 11,5″ O | (1 Felsblock)                   |
| ND Kapellenlinde auf der Napoleonshöhe                       | ND-01196 | Kapellenlinde auf der Napoleonshöhe              | Burghausen             | 48° 9′ 11,3″ N, 12° 49′ 4,2″ O   | (1 Linde)                       |
| ND Dorf-Friedhofslinde                                       | ND-01192 | Dorf-Friedhof-Linde                              | Burgkirchen an der Alz | 48° 9′ 58,8″ N, 12° 43′ 45,4″ O  | (1 Linde)                       |
| ND Eichenzwilling zwischen Kiern und Kastenlemoos            | ND-01189 | Eichenzwilling zwischen Kiern und Kastenlemoos   | Burgkirchen an der Alz | 48° 7′ 33″ N, 12° 43′ 53,2″ O    | (1 Eiche)                       |
| ND Kapellenlinde bei Wechselberg                             | ND-01188 | Kapellenlinde bei Wechselberg                    | Burgkirchen an der Alz | 48° 7′ 44,8″ N, 12° 44′ 48,8″ O  | (1 Linde)                       |
| ND Zwei Stieleichen bei Hirten                               | ND-01185 | Zwei Stieleichen bei Hirten                      | Burgkirchen an der Alz | 48° 8′ 56,6″ N, 12° 40′ 12,4″ O  | (2 Eichen)                      |
| ND Hoflinde in Kasten                                        | ND-01181 | Hoflinde in Kasten                               | Burgkirchen an der Alz | 48° 9′ 51,5″ N, 12° 44′ 10,4″ O  | (1 Linde)                       |
| ND Toteiskessel Dorfen                                       |          | Toteiskessel bei Dorfen                          | Burgkirchen an der Alz | 48° 6′ 47,2″ N, 12° 44′ 20,7″ O  | (0,02 ha Kleingewässer)         |
| FND Hangflachmoor „Auf der Wiese“, Burgkirchen               | ND-01178 | Hangflachmoor „Auf der Wiese“                    | Burgkirchen an der Alz | 48° 7′ 29,9″ N, 12° 45′ 16,4″ O  | (0,48 ha Moor)                  |
| ND Kapellenlinde bei Unteremmerting                          | ND-01224 | Kapellenlinde bei Unteremmerting                 | Emmerting              | 48° 12′ 36,8″ N, 12° 46′ 15,4″ O | (1 Linde)                       |
| ND Bittner-Linde in Emmerting                                | ND-01182 | Bittner-Linde                                    | Emmerting              | 48° 11′ 54″ N, 12° 45′ 37,2″ O   | (1 Linde)                       |
| ND Kreuzlinde bei Birnbach                                   | ND-01226 | Kreuzlinde bei Birnbach                          | Erlbach                | 48° 17′ 29,8″ N, 12° 46′ 38,3″ O | (1 Linde)                       |
| weitere Bilder                                               | ND-01201 | Vilsecker Linde                                  | Erlbach                | 48° 19′ 2,6″ N, 12° 46′ 21,3″ O  | (1 Linde)                       |
| ND Linde am Lindenhof in Schützing                           | ND-01218 | Linde am Lindenhof in Schützing                  | Marktl                 | 48° 13′ 38,6″ N, 12° 48′ 47,8″ O | (1 Linde)                       |
| FND Hangmoor bei Katzhub                                     | ND-01214 | Hangmoor bei Katzhub                             | Marktl                 | 48° 16′ 15,6″ N, 12° 49′ 43,1″ O | (0,40 ha Moor)                  |
| FND Thomasbacher Hangflachmoor                               | ND-01216 | Thomasbacher Hangflachmoor                       | Erlbach, Marktl        | 48° 17′ 14,2″ N, 12° 49′ 37,3″ O | (2,80 ha Moor)                  |
| FND Siedelsberger Hangflachmoor                              |          | Siedelsberger Hangflachmoor                      | Marktl                 | 48° 17′ 24,6″ N, 12° 49′ 49,7″ O | (0,56 ha Moor)                  |
| ND Pfarrlinde am Wetterkreuz am Weg nach Attenberg, Feichten | ND-01262 | Pfarrlinde am Wetterkreuz am Weg nach Attenberg  | Feichten an der Alz    | 48° 4′ 37″ N, 12° 36′ 1,1″ O     | (1 Linde)                       |
| ND Linde des Knoll in Gramsham, Feichten                     | ND-01263 | Linde des Knoll in Gramsham                      | Feichten an der Alz    | 48° 4′ 35,2″ N, 12° 35′ 16,7″ O  | (1 Linde)                       |
| ND Mitterfeldeiche                                           | ND-01248 | Mitterfeldeiche                                  | Feichten an der Alz    | 48° 6′ 17″ N, 12° 35′ 26″ O      | (1 Eiche)                       |
| ND Fernschachener Eiche                                      | ND-01261 | Fernschachener Eiche                             | Feichten an der Alz    | 48° 6′ 12,4″ N, 12° 35′ 24,1″ O  | (1 Eiche)                       |
| ND Sommerlinde in Feichten                                   | ND-01187 | Sommerlinde in Feichten                          | Feichten an der Alz    | 48° 4′ 57,1″ N, 12° 35′ 56,6″ O  | (1 Linde)                       |
| ND Sommerlinde westlich Brandl                               | ND-01181 | Sommerlinde westlich Brandl                      | Feichten an der Alz    | 48° 6′ 23,3″ N, 12° 36′ 35,5″ O  | (1 Linde)                       |
| ND Eiche in Mörn, Garching                                   | ND-01257 | Eiche in Mörn                                    | Garching an der Alz    | 48° 9′ 0,6″ N, 12° 33′ 54,8″ O   | (1 Eiche)                       |
| ND Lindenallee in Wald/Alz, Garching                         | ND-01246 | Lindenallee in Wald/Alz                          | Garching an der Alz    | 48° 7′ 40,4″ N, 12° 35′ 35,2″ O  | (3 Linden)                      |
| ND Kreuzlinde bei Kobl                                       | ND-01240 | Kreuzlinde bei Kobl                              | Garching an der Alz    | 48° 7′ 12,1″ N, 12° 35′ 57,3″ O  | (1 Linde)                       |
| ND Linde an der Wegkreuzung bei Wald/Alz, Garching           | ND-01241 | Linde an der Wegkreuzung bei Wald/Alz            | Garching an der Alz    | 48° 7′ 15,3″ N, 12° 35′ 37,1″ O  | (1 Linde)                       |
| ND Stieleiche südlich von Wald/Alz, Garching                 | ND-01171 | Stieleiche südlich von Wald/Alz                  | Garching an der Alz    | 48° 7′ 5,6″ N, 12° 35′ 11,1″ O   | (1 Eiche)                       |
| ND Linde zwischen Hubmühle und Motzenbrunn                   | ND-01237 | Linde zwischen Hubmühle und Motzenbrunn          | Haiming                | 48° 12′ 23,1″ N, 12° 52′ 0″ O    | (1 Linde)                       |
| ND Manna-Eschen bei Hubmühle                                 | ND-01235 | Manna-Eschen bei Hubmühle                        | Haiming                | 48° 12′ 17,5″ N, 12° 51′ 53,7″ O | (2 Eschen)                      |
| ND Linden beim Kellerwirt                                    | ND-01233 | Linden beim Kellerwirt                           | Haiming                | 48° 12′ 42,4″ N, 12° 53′ 7,4″ O  | (4 Linden)                      |
| ND Winterlinde am Kapshof                                    | ND-01238 | Winterlinde am Kapshof                           | Haiming                | 48° 14′ 16,3″ N, 12° 53′ 3,3″ O  | (1 Linde)                       |
| ND Drei Winterlinden in Haiming                              | ND-01234 | Drei Winterlinden in Haiming                     | Haiming                | 48° 12′ 49″ N, 12° 53′ 12,4″ O   | (3 Linden)                      |
| ND Winterlinde in Leichspoint                                | ND-01236 | Winterlinde in Leichspoint                       | Haiming                | 48° 12′ 57,2″ N, 12° 52′ 17,6″ O | (1 Linde)                       |
| ND Kapellenlinde Eicheck                                     | ND-01194 | Kapellenlinde am Weg nach Eicheck                | Halsbach               | 48° 7′ 38,4″ N, 12° 40′ 42,8″ O  | (1 Linde)                       |
| Aichpointner Eiche                                           | ND-01205 | Aichpointner Eiche                               | Kastl                  | 48° 10′ 33,9″ N, 12° 42′ 27″ O   | (1 Eiche)                       |
| Eichenbestand bei Aichpoint                                  | ND-01940 | Eichenbestand bei Aichpoint                      | Kastl                  | 48° 10′ 34,3″ N, 12° 42′ 35,6″ O | (0,10 ha Wald)                  |
| Kapellenlinde in Berg                                        | ND-01243 | Kapellenlinde bei Berg                           | Kirchweidach           | 48° 7′ 54,2″ N, 12° 38′ 33″ O    | (1 Linde)                       |
| Grenzlinde Zaunreit                                          | ND-01244 | Grenzlinde in Zaunreit                           | Kirchweidach           | 48° 6′ 54,5″ N, 12° 37′ 38,1″ O  | (1 Linde)                       |
| Berreiter Grube                                              | ND-01252 | Berreiter-Grube                                  | Kirchweidach           | 48° 4′ 44,5″ N, 12° 37′ 42,5″ O  | (0,5 ha Kiesgrube)              |
| ND Wäldchen am Sammelgraben                                  | ND-0xxxx | Wäldchen am Sammelgraben                         | Mehring                | 48° 10′ 38,6″ N, 12° 47′ 3″ O    | (0,25 ha Wald)                  |
| ND Stieleiche in Lengthal                                    | ND-01195 | Stieleiche in Lengthal                           | Mehring                | 48° 10′ 55,9″ N, 12° 48′ 15,8″ O | (1 Eiche)                       |
| ND Linde am Griesweg                                         | ND-01221 | Linde am Griesweg                                | Neuötting              | 48° 14′ 20,7″ N, 12° 41′ 9,5″ O  | (1 Linde)                       |
| ND Eichenallee bei Gasteig                                   | ND-01228 | Eichenallee bei Gasteig                          | Neuötting              | 48° 14′ 11,1″ N, 12° 42′ 53,2″ O | (16 Eichen, 1 Buche)            |
| ND Dorfbäume in Untereschlbach                               | ND-01229 | Dorfbäume in Untereschlbach                      | Neuötting              | 48° 15′ 7,7″ N, 12° 43′ 21,8″ O  | (3 Eichen, 1 Linde)             |
| ND Eiche in der Innaue                                       | ND-01230 | Eiche in der Innaue                              | Neuötting              | 48° 15′ 9,9″ N, 12° 43′ 46,5″ O  | (1 Eiche)                       |
| ND Eiche in Untereschlbach                                   | ND-01231 | Eiche in Untereschlbach                          | Neuötting              | 48° 15′ 6,4″ N, 12° 43′ 31,9″ O  | (1 Eiche)                       |
| ND Eichengruppe bei Obereschlbach                            | ND-01227 | Eichengruppe bei Obereschlbach                   | Neuötting              | 48° 15′ 3,6″ N, 12° 41′ 57,9″ O  | (10 Eichen)                     |
| ND Kastanien bei Lehneck                                     | ND-01170 | Zwei Kastanien bei Lehneck                       | Neuötting              | 48° 14′ 1″ N, 12° 42′ 36,7″ O    | (2 Kastanien)                   |
| ND Kapellenlinde in Schmidhub                                | ND-01225 | Kapellenlinde in Schmidhub                       | Perach                 | 48° 16′ 19,6″ N, 12° 47′ 33,3″ O | (1 Linde)                       |
| ND Schwirzeiche in Kaining                                   | ND-01202 | Schwirzeiche in Kaining                          | Pleiskirchen           | 48° 17′ 30,5″ N, 12° 36′ 9,3″ O  | (1 Eiche)                       |
| ND Klebinger Bacheichen                                      | ND-01196 | Klebinger Bacheichen                             | Pleiskirchen           | 48° 17′ 59,7″ N, 12° 35′ 31,2″ O | (2 Eichen)                      |
| weitere Bilder                                               | ND-08265 | Quellmoor bei Näglstall                          | Pleiskirchen           | 48° 18′ 27,7″ N, 12° 40′ 25″ O   | (3,50 ha Moor)                  |
| ND Ahorn-/Lindenbestand in Wald                              | ND-01198 | Ahorn-/Lindenbestand in Wald bei Winhöring       | Pleiskirchen           | 48° 18′ 46,4″ N, 12° 39′ 33″ O   | (1 Linde, 10 Ahorn)             |
| FND Reiter Hangflachmoor                                     | ND-08266 | Reiter Hangflachmoor                             | Pleiskirchen           | 48° 18′ 38,9″ N, 12° 40′ 27,1″ O | (0,90 ha Moor)                  |
| weitere Bilder                                               | ND-01197 | Klebinger Schlossallee                           | Pleiskirchen           | 48° 17′ 48,3″ N, 12° 35′ 29,5″ O | (50 Eichen)                     |
| Rosskastanie am Weg nach Petzlberg                           | ND-01219 | Rosskastanie am Weg nach Petzlberg               | Reischach              | 48° 17′ 20,8″ N, 12° 44′ 17,9″ O | (1 Kastanie)                    |
| ND Lindenallee an der ehemaligen B 20                        | ND-01239 | Lindenallee an der ehemaligen B 20               | Reischach              | 48° 15′ 0,4″ N, 12° 53′ 28,8″ O  | (34 Linden)                     |
| ND Wildmann-Hölzl                                            | ND-01215 | Wildmann-Hölzl                                   | Töging am Inn          | 48° 16′ 4″ N, 12° 35′ 26,4″ O    | (0,85 ha Wald)                  |
| Unterschnitzinger Weiher                                     | ND-01254 | Unterschnitzinger Weiher                         | Tyrlaching             | 48° 4′ 47,9″ N, 12° 41′ 23,5″ O  | (1,70 ha Kleingewässer)         |
| Toteiskessel bei Zaiselham                                   | ND-01255 | Toteiskessel bei Zaiselham                       | Tyrlaching             | 48° 4′ 4,7″ N, 12° 41′ 54,2″ O   | (1,00 ha Kleingewässer)         |
| Nagelfluhaufschluss nördlich Moosen                          | ND-01256 | Nagelfluhaufschluss nördlich Moosen              | Tyrlaching             | 48° 4′ 24,2″ N, 12° 40′ 56,4″ O  | (0,30 ha Steinbruch)            |
| Nagelfluhaufschluss Niederbuch                               | ND-01253 | Nagelfluhaufschluss westlich Niederbuch          | Tyrlaching             | 48° 3′ 38,3″ N, 12° 37′ 3,5″ O   | (0,48 ha Steinbruch)            |
| weitere Bilder                                               | ND-01257 | Waldweiher nördlich Wiesenzart                   | Tyrlaching             | 48° 4′ 44″ N, 12° 42′ 2,2″ O     | (0,47 ha Kleingewässer)         |
| Moränenhügel südlich Wiesenzart                              | ND-01258 | Moränenhügel südlich Wiesenzart                  | Tyrlaching             | 48° 4′ 18,5″ N, 12° 42′ 5,2″ O   | (1,45 ha Moränenhügel)          |
| Toteiskessel nördl. Zaiselham                                | ND-01926 | Toteiskessel nördlich Zaiselham                  | Tyrlaching             | 48° 4′ 4,9″ N, 12° 41′ 26,3″ O   | (0,24 ha Kleingewässer)         |
| Linde am Rainbichl                                           | ND-01172 | Linde am Rainbichl                               | Tyrlaching             | 48° 3′ 54,8″ N, 12° 40′ 6,9″ O   | (1 Linde)                       |
| Kapelleneiche in Tyrlaching                                  | ND-01173 | Kapelleneiche in Tyrlaching                      | Tyrlaching             | 48° 3′ 43,7″ N, 12° 39′ 58,8″ O  | (1 Eiche)                       |
| weitere Bilder                                               | ND-01259 | Geologische Orgeln im Wetzberger Steinbruch      | Unterneukirchen        | 48° 9′ 15,1″ N, 12° 38′ 47,2″ O  | (0,05 ha Steinbruch)            |
| ND Grenzeiche Osterham, Winhöring                            | ND-01206 | Grenzeiche in Osterham                           | Winhöring              | 48° 16′ 5,9″ N, 12° 37′ 28,6″ O  | (1 Eiche)                       |
| ND Eichenreihe unterhalb des Schloßgartens, Winhöring        | ND-01205 | Eichenreihe unterhalb des Schloßgartens          | Winhöring              | 48° 16′ 8,8″ N, 12° 39′ 25,6″ O  | (8 Eichen)                      |
| ND Grenzeiche in Eisenfelden                                 | ND-01222 | Grenzeiche in Eisenfelden                        | Winhöring              | 48° 15′ 21,1″ N, 12° 41′ 9,6″ O  | (1 Eiche)                       |
| ND Hohlwegallee bei Holzen                                   | ND-01232 | Hohlwegallee bei Holzen                          | Winhöring              | 48° 16′ 11,1″ N, 12° 40′ 35,9″ O | (5 Eichen, 3 Buchen)            |
| ND Eichenwäldchen am Isensee, Winhöring                      | ND-01204 | Eichenwäldchen am Isensee                        | Winhöring              | 48° 15′ 57,5″ N, 12° 38′ 6,9″ O  | (3,00 ha Wald)                  |
| ND Ahorn beim Schloss Winhöring                              | ND-01207 | Ahorn beim Schloss                               | Winhöring              | 48° 16′ 12″ N, 12° 39′ 12,6″ O   | (1 Ahorn)                       |
| ND Stieleiche Eisenfelden                                    | ND-01223 | Stieleiche bei Eisenfelden                       | Winhöring              | 48° 15′ 32,4″ N, 12° 41′ 9,6″ O  | (1 Eiche)                       |